# Verkhni Khingüi
Verkhni Khingüi (en rus: Верхний Хингуй) és un poble de l'óblast d'Irkutsk, a Rússia, que el 2012 tenia 67 habitants.